# Riley Pathfinder
Riley Pathfinder är en personbil, tillverkad av den brittiska biltillverkaren Riley mellan 1953 och 1957, den uppdaterade Riley Two-Point-Six fortsatte sedan tillverkas till 1959.

## Riley Pathfinder
Gerald Palmer hade kommit till Nuffield Organisation från Jowett 1949. Hans uppgift var att ta fram femtiotalets MG-, Riley- och Wolseley-bilar. Efter den mindre Wolseley 4/44, presenterades den stora Riley Pathfinder 1953. Från företrädaren RMF hade bilen ärvt den individuella framvagnsupphängningen med torsionsfjädrar, men framför allt Rileys stora fyrcylindriga motor. Karossen, som delades med systermodellen Wolseley 6/90, var byggd på en separat ram. Den stela bakaxeln var upphängd i bakåtriktade bärarmar och ett enkelt tvärstag och avfjädrad med skruvfjädrar. Lösningen gav fin komfort, men tyvärr även opålitlig väghållning. I slutet av 1955 infördes ett andra tvärstag för att avhjälpa problemet, men det visade sig vara otillräckligt. Ett år senare gav man upp och införde gammaldags längsgående bladfjädrar, som gav mer lättförutsedda vägegenskaper.
Pathfindern blev ingen försäljningssuccé och tillverkningen upphörde i januari 1957, efter 5 536 exemplar. Med den försvann även Rileys traditionella motor och därmed degraderades Riley till ännu ett märke bland alla andra i BMC:s omfattande katalog.

## Riley Two-Point-Six

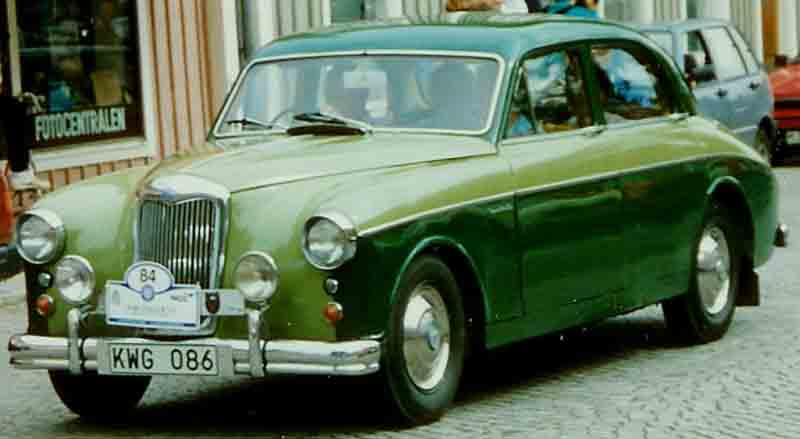
Riley Two-Point-Six 1959

Först under hösten 1957 introducerades efterträdaren Two-Point-Six. Bilen var identisk med den sexcylindriga systermodellen Wolseley 6/90, bortsett från kylarmaskeringen och instrumentbrädan.
Produktionen avslutades i maj 1959, efter 2 000 exemplar och därmed upphörde tillverkningen av stora Riley-bilar.

## Motor
Pathfinder var den sista modellen som tillverkades med Rileys ”Big Four”-motor. Den stora fyrcylindriga motorn, med anor från trettiotalet, hade två högt liggande kamaxlar, som styrde ventilerna via korta stötstänger.
Efterträdaren 2.6 var försedd med BMC:s sexcylindriga C-motor, som tagits fram till systermodellen Wolseley 6/90.
| Modell        | Motor              | Cylindervolym | Effekt | Bränslesystem       |
| ------------- | ------------------ | ------------- | ------ | ------------------- |
| Pathfinder    | 4-cyl radmotor ohv | 2443 cm³      | 110 hk | Dubbla SU förgasare |
| Two-Point-Six | 6-cyl radmotor ohv | 2639 cm³      | 97 hk  | Dubbla SU förgasare |